# Klaus Freiherr von Mühlen
Klaus Freiherr von Mühlen (* 26. September 1909 in Schwäbisch Gmünd; † 6. Juli 1985) war ein deutscher Politiker (FDP/DVP).

## Leben und Beruf
Nach dem Abitur 1929 auf dem Realgymnasium in Schwäbisch Gmünd und Sprachkursen in England und Frankreich studierte von Mühlen ab 1930 in Tübingen und Leipzig Rechtswissenschaften und Volkswirtschaftslehre. Während seines Studiums trat er der dem süddeutschen Liberalismus nahestehenden Tübinger Studentenverbindung Akademischen Gesellschaft Stuttgardia bei. Nach dem Studium war er als Verleger und Journalist tätig. Unter anderem war er von 1934 bis 1944 in Rom, Budapest, Bukarest, Sofia und Ankara tätig.
1947 gründete er einen eigenen Auslandskorrespondenzverlag. In den 1960er Jahren war er stellvertretender Generalbevollmächtigter der Deutschen Delegation bei der Weltausstellung 1967 in Montreal. Anschließend arbeitete er für den Ausstellungs- und Messe-Ausschuss der deutschen Wirtschaft.

## Partei
Nach dem Zweiten Weltkrieg schloss sich von Mühlen der DVP in Stuttgart an. Von 1957 bis 1960 leitete er das Büro Maier in Stuttgart, quasi eine Außenstelle der FDP-Bundesgeschäftsstelle am Wohnsitz des Bundesvorsitzenden Reinhold Maier. Von 1979 bis 1985 war er Mitglied des Beirats der Friedrich-Naumann-Stiftung.

## Abgeordnete
Von Mühlen gehörte vom 6. Oktober 1959, als er für Reinhold Maier nachrückte, bis 1965 dem Deutschen Bundestag an. Er kümmerte sich dort vor allem um die auswärtige Kulturpolitik und den Kontakt zu den sozialistischen und den arabischen Staaten. 1964 wurde er zum Stellvertretenden Mitglied der Beratenden Versammlung des Europarates und der Versammlung der Westeuropäischen Union gewählt.

## Veröffentlichungen
- Ein Weg nach Europa. Werden und Sein des neuen türkischen Staates. In: Das Neue Universum. Band 65, 1948, S. 97 ff.